# 九庄镇
九庄镇，是中华人民共和国贵州省貴陽市息烽县下辖的一个乡镇级行政单位。

## 行政区划
九庄镇下辖以下地区：
新街社区、西门村、清堰村、新街村、鸡场村、腰寨村、鲁仪衙村、天鹅村、桐枝驿村、桐梓坡村、三合村、大槽村、柏茂村、上坝村、新沙村、后陇村、新田村、团山村、纸房村、竹花村、望城村、杉林村、和平村、堰坪村、黄沙村和清坪村。